# Christophe van Zutphen
Christophe van Zutphen (Veghel, 15 augustus 1999) is een Nederlands voetballer die als verdediger voor 1. FC Phönix Lübeck speelt.

## Carrière
Christophe van Zutphen speelde in de jeugd van UDI '19 en FC Den Bosch. In de zomer van 2018 maakte hij de overstap naar N.E.C.. Bij de Nijmegenaren speelde hij maar één seizoen, alvorens hij in de zomer van 2019 terugkeerde naar FC Den Bosch. Waar zijn eerste seizoen in het water viel door een hardnekkige heupblessure maakte hij in het seizoen 2020-2021 zijn debuut in de met 2-1 verloren uitwedstrijd tegen NAC Breda op 14 september 2020. Hij startte in de basis en werd na 62 minuten vervangen door Declan Lambert. Na twee seizoenen verkaste van Zutphen naar het Duitse 1. FC Phönix Lübeck. Onfortuinlijk kende hij daar wederom een valse start door zijn kruisband te scheuren.

### Statistieken
| Seizoen                       | Club                | Land           | Competitie        | Competitie | Competitie | Beker | Beker | Totaal | Totaal |
| Seizoen                       | Club                | Land           | Competitie        | Wed.       | Dlp.       | Wed.  | Dlp.  | Wed.   | Dlp.   |
| ----------------------------- | ------------------- | -------------- | ----------------- | ---------- | ---------- | ----- | ----- | ------ | ------ |
| 2018/19                       | N.E.C.              | Nederland      | Eerste divisie    | 0          | 0          | 0     | 0     | 0      | 0      |
| 2019/20                       | FC Den Bosch        | Nederland      | Eerste divisie    | 0          | 0          | 0     | 0     | 0      | 0      |
| 2020/21                       | FC Den Bosch        | Nederland      | Eerste divisie    | 22         | 0          | 1     | 0     | 23     | 0      |
| 2021/22                       | 1. FC Phönix Lübeck | Duitsland      | Regionalliga Nord | 5          | 0          | 0     | 0     | 5      | 0      |
| Carrièretotaal                | Carrièretotaal      | Carrièretotaal | Carrièretotaal    | 27         | 0          | 1     | 0     | 28     | 0      |
| Bijgewerkt op 5 november 2021 |                     |                |                   |            |            |       |       |        |        |